# باکس‌کار برتا
باکس‌کار برتا (انگلیسی: Boxcar Bertha) یک فیلم عاشقانه جنایی به کارگردانی مارتین اسکورسیزی است که در سال ۱۹۷۲ منتشر شد.

## گزیدهٔ بازیگران
- باربارا هرشی
- دیوید کارادین
- بری پریموس
- برنی کیسی
- جان کارادین
- ویکتور آرگو